# 음성 읍내리 오층모전석탑
음성 읍내리 오층모전석탑(陰城 邑內里 五層模塼石塔)은 충청북도 음성군 음성읍에 있는 고려시대의 모전석탑이다. 1975년 8월 20일 충청북도의 유형문화재 제9호로 지정되었다.

## 개요
모전석탑은 전탑(塼塔)의 양식을 모방한 것으로, 돌로 만든 벽돌을 이용하여 쌓아 올린 탑이다. 이 탑은 원래 교동사터에 남아 있던 것으로, 1946년 수봉초등학교로 옮겨 놓았다가 1995년 이곳 음성 향토자료박물관으로 다시 옮겨 세웠다.
1층 기단(基壇)에 5층의 탑신(塔身)을 올린 형태인데, 현재 탑신의 2층과 5층의 몸돌이 없다. 1층 탑신의 몸돌 네 면에는 중앙에 감실(龕室)을 새겼다. 지붕돌은 아래 ·윗면 모두 전탑에서와 같이 층단을 이루고, 네 귀퉁이에는 풍경을 달았던 구멍이 남아 있다.
고려 전기에 건립된 것으로, 통일신라 후기 이후 안동, 의성 등지를 중심으로 전탑과 모전석탑을 세우던 시기에, 그 지역적 영향을 받은 것으로 보인다.

## 참고 자료
- 음성 읍내리 오층모전석탑 - 국가유산청 국가유산포털